# Jett Rocket
Jett Rocket è un videogioco, sviluppato da Shin'en Multimedia, per il servizio WiiWare, della console Nintendo Wii. Il titolo è stato distribuito il 2 luglio 2010 in Europa e Australia, il 28 luglio 2010 in USA. Il gioco è disponibile per il download, al costo di 1000 Nintendo point (equivalenti a 10 euro), anche in lingua Italiana. Durante la sequenza finale del gioco, viene menzionato un possibile Jett Rocket 2, anche se Shin'en non ha ancora rilasciato commenti al riguardo.
Il 5 novembre 2010, Nintendo ha reso disponibile una demo del gioco.

## Modalità di gioco
Jett Rocket vanta una veste grafica in 3D, molto colorata, con cui il giocatore può interagire, attraverso il protagonista. Il gioco è stato realizzato, come un classico platform, il cui scopo è raggiungere la fine di un livello, per eliminare tutti i circuiti, della PPP, che risucchiano l'energia, degli animali del pianeta Yoroppa.
Lo stile, in cui il gioco è stato realizzato, ricorda molto Super Mario Galaxy. Come nel gioco di Nintendo, infatti, sono disponibili diversi power-up, come un jet, lo snowboard, il parapendio, eccetera. Questi strumenti servono al giocatore, per aiutarlo nel superare le varie insidie del gioco.

## Accoglienza
| Rivista o Sito        | Punteggio |
| --------------------- | --------- |
| IGN                   | 7,8/10    |
| Multiplayer.it        | 8/10      |
| “NintendoWorldReport” | 9/10      |
| Vandal Online         | 9/10      |
| EveryEye.it           | 8,2/10    |
| Edge                  | 4/10      |
| Punteggio totale      |           |
| Metacritic            | 70%       |

Il gioco ha diviso la critica in diverso modo: il voto massimo ricevuto è stato un 9, datogli da Nintendo World Report, ma anche voti negativi, come dei 4, da riviste quali Edge, che ha commentato dicendo: "Gli errori presenti in questo gioco ricordano il periodo in cui gli sviluppatori stavano muovendo i primi passi nel mondo del 3D di Nintendo, su Nintendo 64". NGamer UK, ha dato lo stesso voto di Edge, commentando con un più vago messaggio: "È noioso". Ciò nonostante, il gioco ha portato a casa bei voti e una media del 70, su Metacritic.